# Rock and Roll Music
„Rock and Roll Music“ je píseň amerického hudebníka Chucka Berryho. Vydána byla na singlu v září roku 1957 (na druhé straně desky byla píseň „Blue Feeling“). V hitparádě Billboard Hot 100 se singl umístil na osmé příčce. Producenty původní nahrávky byli bratři Leonard a Phil Chessovi. Berryho (zpěv, kytara) doprovázeli Lafayette Leake (klavír), Willie Dixon (kontrabas) a Fred Below (bicí). Coververze písně později nahrály například skupiny The Beach Boys a The Beatles.
česká coververze
Pod názvem „Jaký jsem“ s textem Jaroslava Wykrenta ji v roce 1968 nazpíval Pavel Novák